# Monts Bunya
Pour les articles homonymes, voir Bunya.
Les monts Bunya et le parc national associé (Bunya Mountains National Park), couvrant 11 700 hectares, forment une partie isolée de la Cordillère australienne, au sud des Darling Downs, dans le sud du Queensland, en Australie. Ils sont situés à environ 150 kilomètres de la côte, entre les villes de Kingaroy et Dalby
Les monts doivent leur nom au nom aborigène d'une variété d'araucarias trouvée dans la région : Araucaria bidwillii ou bunya-bunya. La légende veut que les monts servaient de lieu de réunion traditionnel aux différentes tribus aborigènes de la région (Queensland et Nouvelle-Galles du Sud)
Les principaux sommets sont le mont Kiangarow (1 135 mètres) au nord et le mont Mowbullan (1 101 mètres) au sud.
Le parc abrite de nombreux animaux : wallaby de Bennett, wallaby bicolore, thylogale thetis, oiseaux (aigle australien, tallégalle de Latham, autour blanc, perruche royale, jardinier), reptiles, amphibiens, etc.

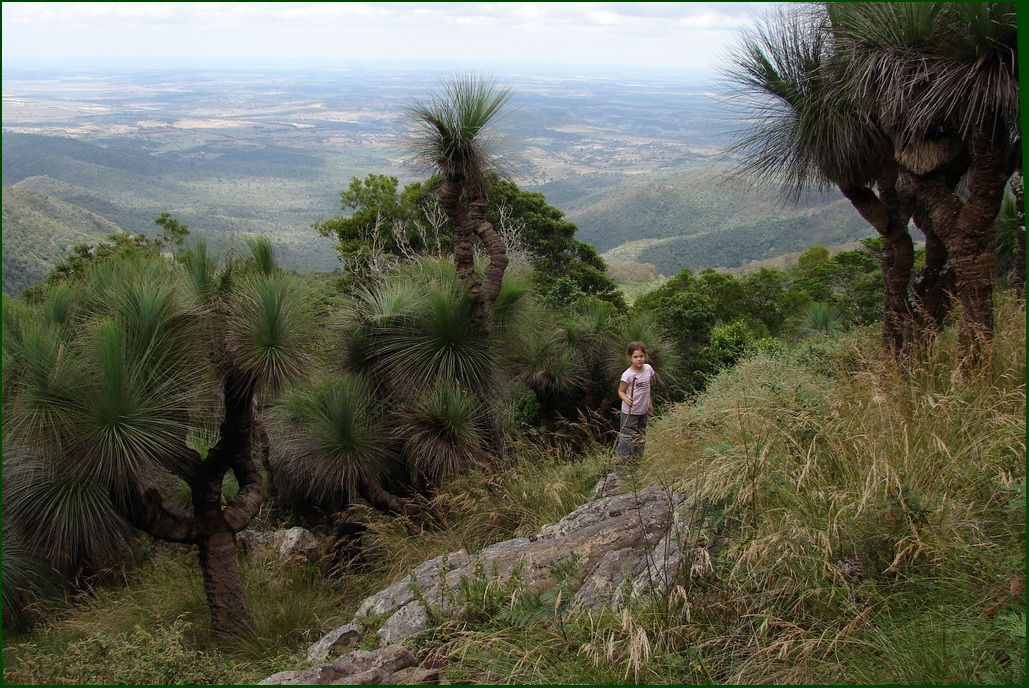
Paysage et Xanthorrhoea glauca vus du Mont Kiangarow

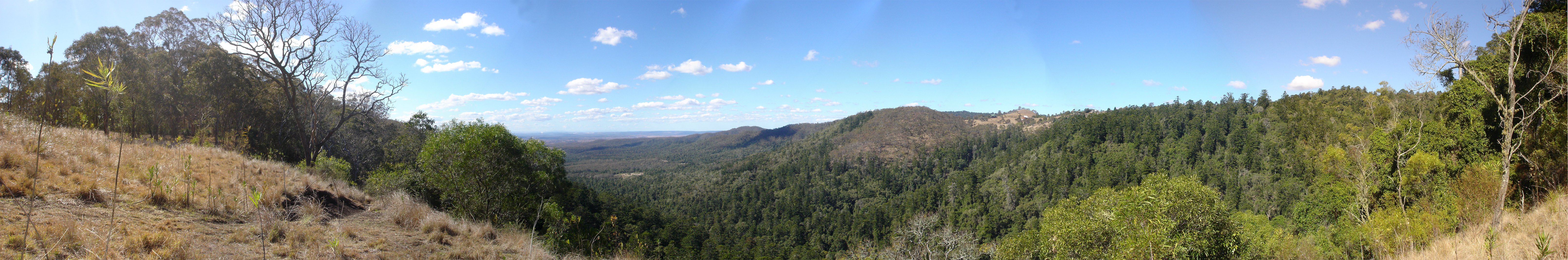
Les monts Bunya.